# La deuda del marajá
La deuda del marajá es un cuento escrito por el escritor español Miguel Ángel Villar Pinto (1977-), publicado por primera vez en la colección de cuentos El bazar de los sueños junto a otros once cuentos en 2009.

## Trama
En la India, existió una ciudad muy hermosa e inexpugnable: la Ciudad del amanecer; todos sus habitantes estaban dispuestos a sacrificarse para defenderla. Sin embargo, uno de sus gobernantes, Naresh, propició su caída: le debía la vida a un cazador que le salvó de ser devorado por un tigre; pero cuando este, años después, le pidió ayuda, no solo se la denegó sino que le trató con desprecio y le quitó la vida. Este acto provocó que, cuando la ciudad fue atacada, nadie la defendiera y otro marajá conquistara la ciudad.
- Datos: Q28503683